# ウメバチソウ科
ウメバチソウ科（ウメバチソウか、Parnassiaceae）は双子葉植物の科で、APG植物分類体系などで設けられている。ウメバチソウなどを含む小さい科で、従来はユキノシタ科に入れられていたが、現在では系統が異なるとされる。
2属50種ほどからなる。ウメバチソウ属がほとんどの種を占め、北半球の温帯・寒帯に分布する。もう1つのLepuropetalon属は1種だけで、アメリカ南部と中南米の一部に分布する。
いずれも小型の草本。形態的にはユキノシタ科と似ているが、花が単生し、10本の雄蕊のうち5本が仮雄蕊（花粉を作らない）となるなどの点で異なる（そのため従来から別科とする説もあった）。APG分類体系ではニシキギ目に入れるが、ほとんどが木本からなるニシキギ目の中では特殊である。
APG植物分類体系第3版（APG III）ではニシキギ科に含めている。